# Городская усадьба Гончарова — Филипповых
Городская усадьба А. А. Гончарова — Филипповых — памятник архитектуры, расположенный в Москве по адресу Яузская улица, дом 1/15.

## История
В XVII веке усадьба принадлежала князю И. Б. Черкасскому. В начале XVIII века её владельцем стал прапрадед Н. Н. Гончаровой — А. А. Гончаров. До наших дней сохранилась построенное в 1718 году одноэтажное здание, бывшее тогда парусной полотняной фабрикой.
По заказу Афанасия Николаевича Гончарова архитектор Иван Васильевич Еготов в конце 1790-х гг. занялся перепланировкой усадьбы. Был построен главный дом в стиле классицизма, второй этаж которого был сооружён из дерева. Само здание главного дома сообщалось с двумя боковыми каменными флигелями. М. Ф. Казаков включил усадьбу в свои «Архитектурные альбомы».
В начале XIX века усадьба была продана генерал-фельдмаршалу И. В. Гудовичу. Однако, вскоре владельцем здания стал купец А. М. Смирнов, который в 1818 году продал её купцу Филиппову, основавшему в усадьбе сначала торговые лавки, а потом — чаеразвесочную фабрику, существовавшую до Октябрьской революции.
После Отечественной войны 1812 года сильно пострадавшая усадьба была отреставрирована. В 1903 году дворовый фасад был перестроен архитектором А. В. Красильниковым.
После 1917 года в здании усадьбы размещались жилые квартиры и почтовое отделение.
На протяжении четырёх лет (начиная с 2007 года) проходила реставрация, в ходе которой усадьба приобрела облик начала XIX века.
В настоящее время в усадьбе размещаются ресторан, дома моды М. А. Цигаль и Юлии Далакян, магазины и различные конторы. Здание является объектом культурного наследия.